# الدور الأول في مسابقة الاتحاد الآسيوي الأولمبية للرجال 2012
هذه الصفحة تقدم الملخصات من المباريات للدور الأول لدور المجموعات من مسابقة الاتحاد الآسيوي الأولمبية للرجال 2012. المباريات في هذه الدور سوف تقام في 19 يونيو 2011 (مواجهة أولى) و23 يونيو 2011 (مواجهة ثانية). القرعة أقيمت في 30 مارس، 2011 في مقر الاتحاد الآسيوي لكرة القدم.

## التصنيف
إثني عشر فريق تم تصنيفهم وإثني عشر غير مصنفين على أساس الترتيب للتصفيات الآسيوية والجولة النهائية من مسابقة كرة القدم الرجال في أولمبياد بيجين 2008.
| مصنفون | غير مصنفون |
| --- | --- |
| كوريا الجنوبية · أستراليا · الصين · اليابان · العراق · البحرين · قطر · السعودية · كوريا الشمالية · سوريا · لبنان · أوزبكستان | فيتنام · الكويت · ماليزيا · عمان · الإمارات العربية المتحدة · إيران · فلسطين · اليمن · هونغ كونغ · الأردن · الهند · تركمانستان |

## مواجهة أولى
| قطر                                   | 1 – 3 | الهند        |
| ------------------------------------- | ----- | ------------ |
| الخلفان 15' · الهيدوس 54' · النيل 69' | تقرير | لالبيكلوا 7' |

| العراق | 1 – 0 | إيران      |
| ------ | ----- | ---------- |
|        | تقرير | مسلمان 31' |

العراق منحت الفوز 3–0 على إيران بعد اشراكها لاعب غير مؤهل. النتيجة الأصلية كانت 1–0 لمصلحة إيران.
| البحرين | 1 – 0 | فلسطين   |
| ------- | ----- | -------- |
|         | تقرير | سالم 72' |

| أستراليا                     | 0 – 3 | اليمن |
| ---------------------------- | ----- | ----- |
| هوفمان 14'، 90' · نيكولز 67' | تقرير |       |

| اليابان                               | 1 – 3 | الكويت      |
| ------------------------------------- | ----- | ----------- |
| كيوتاكي 18' · هامادا 37' · أوساكا 61' | تقرير | المطيري 68' |

| سوريا                   | 2 – 2 | تركمانستان                    |
| ----------------------- | ----- | ----------------------------- |
| الجفال 29' · السوما 53' | تقرير | بوليان 50' · أورازساهيدوف 79' |

| كوريا الشمالية | 1 – 0 | الإمارات العربية المتحدة |
| -------------- | ----- | ------------------------ |
|                | تقرير | م. أحمد 56'              |

| كوريا الجنوبية                                                 | 1 – 3 | الأردن    |
| -------------------------------------------------------------- | ----- | --------- |
| كيم تاي هوان 54' · يون بيت غارام 75' (ضرب.) · كيم دونغ سوب 85' | تقرير | زعترة 45' |

| أوزبكستان   | 0 – 1 | هونغ كونغ |
| ----------- | ----- | --------- |
| موساييف 58' | تقرير |           |

| السعودية                         | 0 – 2 | فيتنام |
| -------------------------------- | ----- | ------ |
| الفرج 43' · فان هاو 90+1' (ه.ع.) | تقرير |        |

| الصين | 1 – 0 | عمان      |
| ----- | ----- | --------- |
|       | تقرير | الحضري 4' |

| لبنان | 0 – 0 | ماليزيا |
| ----- | ----- | ------- |
|       | تقرير |         |

## مواجهة ثانية
| الهند            | 1 – 1 | قطر       |
| ---------------- | ----- | --------- |
| مفتاح 53' (ه.ع.) | تقرير | النيل 73' |

قطر فازت 4–2 بالإجمالي.
| إيران | 2 – 0 | العراق        |
| ----- | ----- | ------------- |
|       | تقرير | راضي 35'، 63' |

العراق فازت 5–0 بالإجمالي.
| فلسطين   | 2 – 1 | البحرين              |
| -------- | ----- | -------------------- |
| سالم 44' | تقرير | سعيد 54' · مبارك 60' |

البحرين فازت بقانون الأهداف خارج القواعد بعد أن تعادلت 2–2.
| اليمن | 4 – 0 | أستراليا                       |
| ----- | ----- | ------------------------------ |
|       | تقرير | هوفمان 18'، 31'، 52' · موي 68' |

أستراليا فازت 7–0 بالإجمالي.
| الكويت                     | 1 – 2 | اليابان   |
| -------------------------- | ----- | --------- |
| أمان 48' · ناصر 59' (ضرب.) | تقرير | ساكاي 21' |

اليابان فازت 4–3 بالإجمالي.
| تركمانستان | 4 – 0 | سوريا                                             |
| ---------- | ----- | ------------------------------------------------- |
|            | تقرير | السومة 10' · الجفال 45' · زبيدة 66' · الرفاعي 80' |

سوريا فازت 6–2 بالإجمالي.
| الإمارات العربية المتحدة | 1 – 1 | كوريا الشمالية  |
| ------------------------ | ----- | --------------- |
| الكمالي 34' (ضرب.)       | تقرير | ري جين هيوك 18' |

الإمارات العربية المتحدة فازت 2–1 بالإجمالي.
| الأردن      | 1 – 1 | كوريا الجنوبية |
| ----------- | ----- | -------------- |
| الدردور 42' | تقرير | هونغ تشول 71'  |

كوريا الجنوبية فازت 4–2 بالإجمالي.
| هونغ كونغ | 2 – 0 | أوزبكستان                               |
| --------- | ----- | --------------------------------------- |
|           | تقرير | موساييف 8' · تيموركوخيا عبدالخالقوف 19' |

أوزبكستان فازت 3–0 بالإجمالي.
| فيتنام          | 4 – 1 | السعودية                                                 |
| --------------- | ----- | -------------------------------------------------------- |
| لي فان ثانغ 44' | تقرير | العابد 10' · س. حسن 28' · إ. حسن 57' (ضرب.) · جيزاوي 84' |

المملكة العربية السعودية فازت 6–1 بالإجمالي.
| عمان                               | 1 – 3 (ب.و.إ.) | الصين     |
| ---------------------------------- | -------------- | --------- |
| الحضري 94'، 118' · عبد الكريم 114' | تقرير          | فو شي 69' |

عمان فازت 4–1 بالإجمالي.
| ماليزيا                     | 1 – 2 | لبنان    |
| --------------------------- | ----- | -------- |
| عرفان 9' · وان زاك هيكل 41' | تقرير | عطية 63' |

ماليزيا فازت 2–1 بالإجمالي.